# Белоножко, Степан Ефимович
Степан Ефимович Белоножко (1 мая 1919, село Митченки, Конотопский уезд, Черниговская губерния — 10 декабря 1978, Москва) — советский военачальник. Командующий войсками Краснознамённого Туркестанского военного округа (1970—1978), генерал-полковник (1970).

## Биография
Из крестьянской семьи. Украинец.
В Красной армии с октября 1937 года. Окончил Саратовское бронетанковое училище в 1939 году. С 1939 года — начальник химической службы учебного батальона 14-й танковой бригады. В этой должности участвовал в советско-финской войне в 1939—1940 годах, был ранен. С марта 1940 — помощник адъютанта штаба автомобильного батальона 6-й армии, с марта 1941 года — адъютант штаба 34-го отдельного танкового батальона 14-й легко-танковой бригады Ленинградского военного округа. С мая 1941 года — адъютант штаба танкового батальона 97-го танкового полка 49-й танковой дивизии Киевского Особого военного округа.

### Великая Отечественная война
В этой должности начал воевать на фронтах Великой Отечественной войны, уже в августе 1941 года был ранен, причём в сумятице первых месяцев войны даже считался погибшим и был исключён из списков РККА (позднее этот приказ в части С. Е. Белоножко пришлось официально отменять). С февраля 1942 года был офицером связи 140-й танковой бригады Юго-Западного фронта. С мая 1942 года — старший помощник начальника штаба автобронетанкового управления 12-й армии на Южном фронте, с сентября 1942 года — заместитель командира танкового батальона, с октября 1942 года — начальник оперативного отдела автобронетанкового управления Северной группы войск Закавказского фронта, с марта 1943 года — помощник начальника штаба по разведке, затем заместитель начальника штаба 92-й танковой бригады на Северо-Кавказском фронте, с октября 1943 года — заместитель начальника штаба по оперативной работе 19-й гвардейской танковой бригады, с марта 1945 года — начальник штаба 16-й самоходно-артиллерийской бригады.
Особо отличился в битве за Кавказ, в Белорусской стратегической наступательной операции, в Берлинской наступательной операции. Начав войну лейтенантом, окончил её майором. За годы войны ранен четыре раза (в том числе в сентябре 1943 года и особо тяжело в июле 1944 года: после этого ранения лежал в госпитале восемь месяцев, вернулся в строй только в марте 1945 года) и один раз контужен.
После последнего ранения служил в Тульском танковом военном лагере, где встретил Победу.

### Послевоенная служба
С января 1947 года служил в штабе 6-го гвардейского танкового полка 3-й отдельной гвардейской танковой дивизии, с октября 1947 года — начальник оперативного отделения штаба 23-й танковой дивизии 8-й механизированной армии Прикарпатского военного округа. В 1950 году окончил Военную академию имени М. В. Фрунзе. Служил начальником штаба 61-й танковой дивизии с марта 1952 года, а с июня 1954 года командовал этой дивизией. В июле 1955 года дивизия была переименована в 13-ю танковую дивизию, и Белоножко остался в ней начальником штаба — заместителем командира. Но уже в ноябре поступил в академию и убыл на учёбу.
В 1957 году окончил Высшую военную академию имени К. Е. Ворошилова, а в 1969 и в 1977 годах — Высшие академические курсы при этой академии. С декабря 1957 года — командир 88-й мотострелковой дивизией в Одесском военном округе, с января 1959 — командир 33-й гвардейской мотострелковой дивизии там же, с ноября 1960 года — командир 20-й танковой дивизии в Северной группе войск. С мая по декабрь 1963 года — первый заместитель командующего 14-й гвардейской общевойсковой армией. С 1964 по 1967 год — главный военный советник в Сирии. Одновременно с декабря 1965 года находился на должности заместителя командующего Одесского военного округа, но фактически всё время до 1967 года находился в Сирии. С августа 1967 года служил в войсках Объединённых Вооружённых сил государств — участников Варшавского договора.
С января 1968 года — первый заместитель командующего войсками Краснознамённого Туркестанского военного округа. С января 1970 по декабрь 1978 года — командующий войсками Краснознамённого Туркестанского военного округа.
Член КПСС с 1943 года. Депутат Верховного Совета СССР 8-9 созывов (1970-1978).
Скончался в госпитале в Москве от тяжелой болезни. Похоронен на Новодевичьем кладбище.

## Награды
- Орден Ленина
- Два ордена Красного Знамени (24.05.1943, …)
- Орден Александра Невского (12.05.1945)
- Орден Отечественной войны II степени (21.07.1944)
- Орден Красной Звезды
- Орден «За службу Родине в Вооружённых Силах СССР» III степени (1975)
- Медаль «За оборону Кавказа»
- Ряд других медалей СССР

Иностранные ордена и медали
- Орден Боевого Красного Знамени (Монголия, 6.07.1971)
- Офицерский крест Ордена Возрождения Польши (Польша, 6.10.1973)
- Орден «9 сентября 1944 года» I степени с мечами (Болгария, 14.09.1974)
- Орден Тудора Владимиреску II степени (Румыния, 1.10.1974)
- Орден Красного Знамени (ЧССР, 5.05.1975)
- Медаль «50 лет Монгольской Народной Армии» (Монголия, 15.03.1971)
- Медаль «50 лет Монгольской Народной Революции» (Монголия, 16.12.1971)
- Медаль «30 лет Победы над милитаристской Японией» (Монголия, 8.01.1976)
- Медаль «За укрепление дружбы по оружию» I степени (ЧССР, 20.03.1970)
- Медаль «30 лет освобождения Чехословакии Советской Армией» (ЧССР, 29.08.1974)
- Медаль «25 лет освобождения Румынии» (Румыния, 3.11.1969)
- Медаль «90 лет со дня рождения Георгия Димитрова» (Болгария, 1974)
- Медаль «20-я годовщина Революционных Вооружённых сил Кубы» (Куба, 1976)

## Воинские звания
- лейтенант (4.09.1939),
- старший лейтенант (10.05.1942),
- капитан (23.04.1943),
- майор (3.12.1943),
- подполковник (25.02.1946),
- полковник (30.12.1956),
- генерал-майор (7.05.1960),
- генерал-лейтенант (19.02.1968),
- генерал-полковник (29.04.1970).